# Cardiophorus gramineus
Cardiophorus gramineus  ist ein Käfer aus der  Familie der Schnellkäfer.
Der wissenschaftliche Gattungsname Cardiophorus ist von altgr. καρδία kardīa „Herz“ und φόρος phóros „tragend“ abgeleitet und nimmt auf das herzförmige Schildchen Bezug (Abb. 1). Der Artname gramineus (lat.) bedeutet, „an Gras lebend“. Die Gattung Cardiophorus wird in Europa durch zwei Untergattungen vertreten, allein die Untergattung Cardiophorus umfasst in Europa circa sechzig Arten.

## Merkmale des Käfers

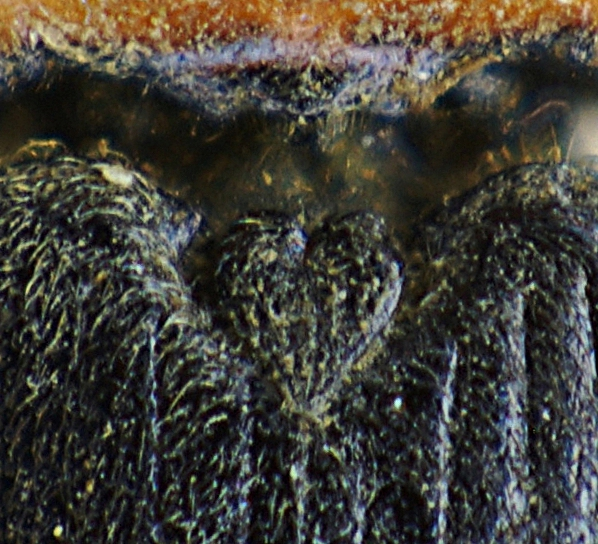
Abb. 1: Schildchen

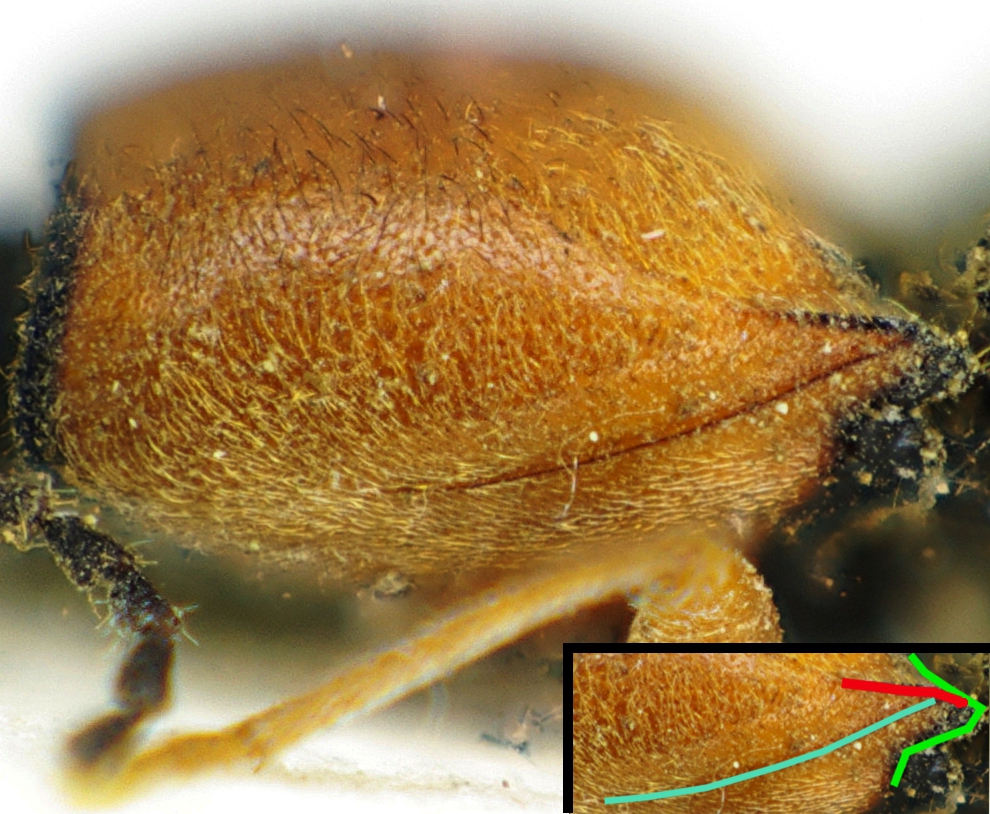
Abb. 2: Halsschild in Seitenansicht (links=vorn)
verkleinerte Kopie rechts unten teilweise koloriert
grün:Hinterwinkel; rot:Kiel; türkis:Seitenrand

Der Käfer ist durch seine Färbung relativ sicher zu bestimmen. Der Halsschild ist ganz rot, höchstens die Kante der Basis und manchmal der Vorderrand sind geschwärzt, der restliche Körper ist tief schwarz. Die Körperlänge beträgt acht bis knapp zehn Millimeter. Die Oberseite ist fein anliegend behaart (Abb. 2).
Die Mundwerkzeuge zeigen nach unten. Die Stirn ist linienförmig gerandet, überragt den Kopfschild dachförmig und liegt viel höher als die Oberlippe. Die elfgliedrigen Fühler sind seitlich unter der vorgezogenen Stirn eingelenkt. Sie sind höchstens schwach nach innen gesägt.
Der Halsschild ist stark gewölbt und sehr fein punktiert. An den Außenecken der Basis des Halsschildes (Hinterwinkel) entspringt ein kurzer Kiel (Abb. 2 unten rechts rot), der die Halsschildoberseite seitlich begrenzt und dadurch einen Halsschildseitenrand vortäuscht. Von der Seite betrachtet sieht man jedoch, dass die nur sehr fein ausgebildete Halsschildseitenrandlinie hinten unter dem Kiel beginnt, auf die Halsschildunterseite abbiegt und vor Erreichen des Halsschildvorderrandes erlischt. Die Vorderbrust ist auf der Unterseite nach vorn und nach hinten erweitert. Die rundliche Erweiterung nach vorn bedeckt schützend die Mundwerkzeuge, wenn der Käfer den Kopf zurückzieht. Der Vorderbrustfortsatz nach hinten, der als Teil des Schnellapparates in eine Aussparung der Mittelbrust eingelegt werden kann, ist abgestutzt und erscheint in Seitenansicht wie abgehackt (in Abb. 2 verdeckt). Rinnen zum Einlegen der Fühler fehlen.
Die Deckflügel sind im Querschnitt gewölbt und gestreift. Das große Schildchen in der auffallenden Herzform (Abb. 1) ist in Mitteleuropa nur bei drei Gattungen zu finden.
Der Beine haben fünfgliedrige schmale Tarsen. Die Klauen sind ungezähnt.

## Biologie
Die Art ist in Waldgebieten in warmer Lage anzutreffen, besonders in Eichenwäldern. Die Larven leben räuberisch in sandigen oder lehmigen Böden am Fuß alter Bäumen, die häufig von der Braunen Wegameise (Lasius brunneus) bewohnt werden. Gelegentlich findet man sie auch im Baum in vermulmten Bereichen, etwa auf dem Boden von Baumhöhlen oder in den Bohrgängen andrer Holzinsekten. Die Entwicklung dauert mindestens zwei Jahre. Im August baut sich die Larve im Boden 20 bis 30 cm tief oder im Baummull eine Puppenkammer. Die geschlüpften Käfer überwintern in den Puppenkammern. Man findet die adulten Tiere von Mai bis Juli auf niederen Pflanzen und Sträuchern nahe den Bäumen des Brutgebietes.

## Verbreitung
Die Art ist in Süd- und Zentraleuropa verbreitet, nördlich reicht das Verbreitungsareal bis Belgien, Niederlande, Südschweden, Polen, Ukraine, Zentral- und Ostrussland. In Deutschland ist die Art im Süden selten, im Norden sehr selten. Im Süden fehlt sie nur auf den Mittelmeerinseln. Die Art ist auch aus dem Kaukasus gemeldet.